# コスタ・ヴェスコヴァート
コスタ・ヴェスコヴァート（伊: Costa Vescovato）は、イタリア共和国ピエモンテ州アレッサンドリア県にある、人口約300人の基礎自治体（コムーネ）。

## 地理

### 位置・広がり
| 隣接するコムーネは以下の通り。 - アヴォラスカ - カレッツァーノ - カステッラーニア・コッピ - チェッレート・グルーエ - モンテジョーコ - パデルナ - ヴィッラロマニャーノ |

### 地震分類
イタリアの地震リスク階級 (it) では、3 に分類される
。

## 行政

### 分離集落
コスタ・ヴェスコヴァートには、以下の分離集落（フラツィオーネ）がある。
- Arpicella, Casale Montesoro, Cascina San Leto, Cascina Sposino, Montale Celli, Sarizzola